# Chad Gable
Charles „Chas“ Betts (* 8. März 1986 in Minneapolis, Minnesota), besser bekannt unter seinen Ringnamen Chad Gable und Shorty G, ist ein US-amerikanischer Wrestler und ehemaliger Ringer, der derzeit bei World Wrestling Entertainment (WWE) unter Vertrag steht. Betts hielt den höchsten Tag-Team-Titel der WWE insgesamt zweimal.

## Ringerkarriere
Betts nahm an den Olympischen Sommerspielen 2012 als Ringer im griechisch-römischen Stil in der Gewichtsklasse bis 84 kg teil. In der Qualifikationsrunde besiegte er Keitani Graham (Mikronesien). In der nächsten Runde verlor er gegen den Kubaner Pablo Shorey und schied somit aus dem Turnier aus, das er damit auf dem 9. Platz beendete.

## Wrestling-Karriere

### World Wrestling Entertainment (seit 2013)

#### Training (2013–2015)
Im November 2013 wechselte Betts zum Wrestling. Er unterzeichnete einen Vertrag bei World Wrestling Entertainment und bekam dort den Ringnamen Chad Gable. Sein Ringdebüt gab er am 5. September 2014 bei einer NXT-Houseshow, wo er Troy McClain besiegen durfte. Sein Fernseh-Debüt feierte er bei der NXT-Ausgabe vom 8. Januar 2015, als er gegen Tyler Breeze verlor. Danach wurde er in Houseshows von NXT eingesetzt.

#### American Alpha (2015–2017)

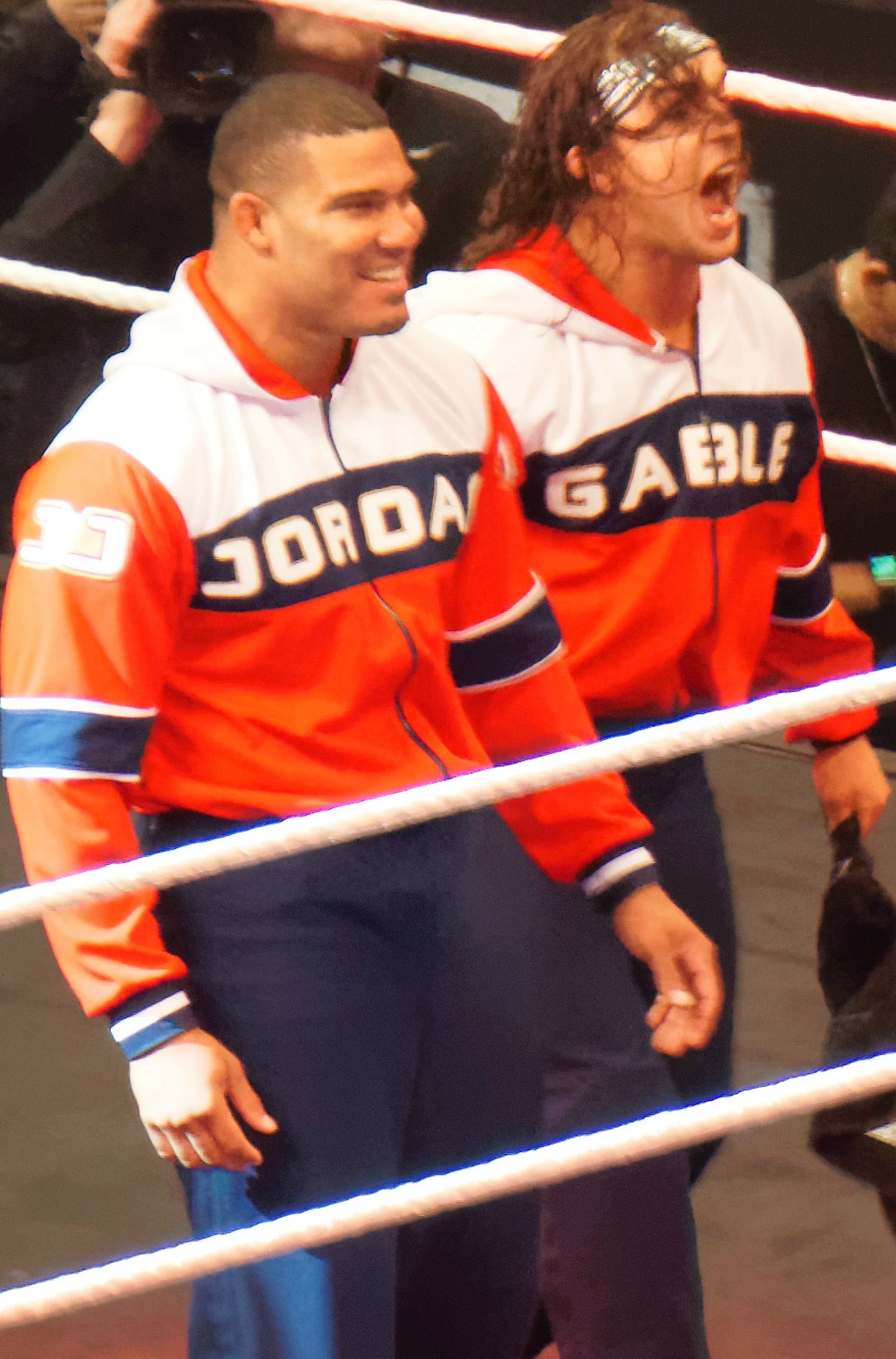
American Alpha bei Takeover: Dallas 2016.

Später bildete er mit Jason Jordan das Tag Team American Alpha. Am 1. April 2016 bei NXT TakeOver: Dallas besiegten sie The Revival Scott Dawson und Dash Wilder und gewannen die NXT Tag Team Championship. Die Titel verloren sie am 8. Juni 2016 bei NXT TakeOver: The End wieder an The Revival.
Beim WWE Draft 2016, welcher bei SmackDown stattfand, wurde er gemeinsam mit seinem Tag Team-Partner Jason Jordan als erstes Tag Team zu SmackDown gedraftet. Ihr erstes Match im Main Roster bestritten American Alpha bei der SmackDown-Ausgabe vom 2. August 2016, als sie die Vaudevillains Aiden English und Simon Gotch besiegten. Als die WWE SmackDown Tag Team Championship eingeführt wurde, nahmen sie am Turnier um diese Titel teil. In der ersten Runde besiegte American Alpha das Team Breezango Fandango und Tyler Breeze. Im Halbfinale besiegten sie die Usos, allerdings wurde Gable nach dem Sieg von den Usos angegriffen, sodass er sich verletzte und nicht im Finale, welches beim PPV Backlash stattfand, teilnehmen konnte. Durch diese Verletzung schieden American Alpha aus dem Turnier aus. In der SmackDown-Ausgabe vom 27. Dezember 2016 besiegten sie in einem Four-Corners-Elimination-Tag-Team-Match die Wyatt Family (Luke Harper und Randy Orton), die Usos, Heath Slater und Rhyno und gewannen somit zum ersten Mal die WWE SmackDown Tag Team Championship. Die Titel verloren sie am 21. März 2017 bei SmackDown an die Usos.

#### Tag Team Spezialist (2017–2019)
Am 17. Juli 2017 wechselte Jason Jordan alleine zu Raw, nachdem bekannt wurde, dass er ein Sohn des damaligen Raw General Managers Kurt Angle sei. Damit wurde das Team American Alpha aufgelöst. Am 22. August wurde ein neues Tag Team aus Gable und dem zur WWE zurückkehrenden Shelton Benjamin gebildet. Beide konnten eine Reihe von Matches gewinnen, u. a. gegen The Ascension und die Hype Bros, wodurch sie schließlich in einem Titelmatch gegen die amtierenden Champions, The Usos, antreten durften. Dieses Match gewannen Gable und Benjamin durch Auszählen, konnten somit aber nicht die Titel erringen. Eine Fehde gegen die Usos schloss sich an.
Am 16. April 2018 wechselte Gable beim Superstar Shake-Up zu Raw, wodurch das Team mit Benjamin aufgelöst wurde. Am 3. September 2018 schloss er sich Bobby Roode an, mit dem er nun ein neues Tag Team bildete. Gemeinsam wurden sie Team Captains für Raw beim Tag Team-Elimination-Match bei Survivor Series, konnten das Match jedoch nicht gewinnen. Am 10. Dezember gewannen Roode und Gable ein Handicap-Match gegen die amtierenden Raw Tag Team-Champions The Authors of Pain und deren Manager Drake Maverick, wodurch sie Raw Tag Team Champions wurden. Zwei Monate später verloren sie die Titel am 11. Februar 2019 an The Revival.

#### Zurück zur Singles-Competition (2019 bis 2022)
Im Rahmen des Superstar Shake-Ups 2019 wechselte Gable am 16. April 2019 von Raw zurück zu SmackDown, somit wurde auch das Tag Team mit Bobby Roode aufgelöst. Zur Zeit führt er eine längere Fehde gegen Baron Corbin. Zudem erreichte er das Finale des King of the King Turniers, dieses konnte er jedoch nicht gewinnen. Am 24. November 2019 bestritt er bei WWE Survivor Series zusammen mit Braun Strowman, Roman Reigns, Mustafa Ali und King Corbin ein Traditional Survivor Series Elimination Match gegen Drew McIntyre, Ricochet, Seth Rollins, Randy Orton, Kevin Owens, Damian Priest, Matt Riddle, Keith Lee, WALTER und Tommaso Ciampa. Dieses Match gewann er. Am 1. Oktober 2021 wurde er beim WWE Draft zu Raw gedraftet. Am 10. Januar 2022 gewann er zusammen mit Otis die Raw Tag Team Championship. Hierfür besiegten sie Randy Orton und Riddle. Die Regentschaft hielt 56 Tage und verloren die Titel, schlussendlich am 7. März 2022 zurück an Randy Orton und Riddle.

#### Fehde gegen Gunther, Sami Zayn und Stable mit den Creed Brothers (2023–2025)
Nachdem er mit Otis keine Erfolge mehr als Tag Team hatte, fehdete er schließlich um die Intercontinental Championship. Das stattfindende Match bei RAW am 5. September 2023 gegen Gunther konnte er nicht gewinnen. Danach versuchte er mehrfach, erneut um die IC Championship anzutreten, er scheiterte jedoch. Danach half er laut Storyline Sami Zayn, sich auf ein Match gegen Gunther bei WrestleMania XL vorzubereiten. Nachdem Zayn Gunther schlagen konnte, kam es zu einem Match zwischen Gable und Zayn, welches Zayn gewann. Nachdem Match turnte Chad Gable gegen Sami Zayn und attackierte ihn. Das wiederum führte zu 2 weiteren Titel Matches sowohl beim King and Queen of the Ring PPV, einem Triple Threat Match, an dem auch Bronson Reed beteiligt war, als auch zu einem Singles Match bei Clash at the Castle, welche Chad Gable auch verlor.
Nachdem er seinen Tag-Team-Partner Otis mehrfach schlecht behandelte, wurde er auch aus der Gruppierung Alpha Academy rausgeworfen und bildet seitdem eine Gruppierung mit den Creed Brothers. In der Raw-Folge vom 5. August gaben Gable und die Creed Brothers ihr Ringdebüt als American Made und verloren in einem Tag-Team-Match gegen die Ringdebütierenden der Wyatt Sicks – im Match vertreten durch Erick Rowan, Dexter Lumis und Joe Gacy.

#### El Grande Americano
In der Raw-Folge vom 13. Januar 2025 verlor Gable gegen Penta, der sein Debüt feierte. Nach seiner Niederlage begann er eine komödiantische Geschichte, in der er sich auf die Suche nach den Wegen des Lucha Libre begab. Wochen später kehrte er mit einer traditionellen Lucha-Libre-Maske ins Fernsehen zurück und wrestelte unter dem Namen El Grande Americano – während er leugnete, dass er sich unter der Maske befand. Gable besiegte in der Rolle des El Grande Americano Rey Fenix bei WrestleMania 41, der den verletzten Rey Mysterio ersetzte. Ebenfalls als El Grande Americano besiegte er Dragon Lee und gewann die WWE Speed Championship während der Aufzeichnungen von Speed am 5. Mai 2025.
Bei Worlds Collide am 7. Juni forderte Gable El Hijo del Vikingo um die AAA Mega Championship heraus, verlor jedoch. Später am Abend nahm Gable als Americano am Money in the Bank-Leitermatch der Männer teil, das von Seth Rollins gewonnen wurde.

### Wrestling
- World Wrestling Entertainment
  - WWE Raw Tag Team Championship (2× mit Bobby Roode und Otis)
  - WWE SmackDown Tag Team Championship (1× mit Jason Jordan)
  - NXT Tag Team Championship (1× mit Jason Jordan)

### Ringen
- Olympische Spiele
  - U.S. Olympic Trials Champion (2012)

- Internationale Medaillen
  - World University Games (Silbermedaille 2006)
  - Pan-American Championships (Goldmedaille 2012)
  - Gedza International (Silbermedaille 2012)
  - Pan-American Olympic Qualifier (Silbermedaille 2012)
  - Granma Cup (Bronzemedaille 2012)
  - Dave Schultz Memorial International (Goldmedaille 2012)

- High School
  - Minnesota State Wrestling Champion (2004)[20]